# Madrid (Iowa)
Madrid es una pequeña localidad del condado de Boone, en el Estado de Iowa, Estados Unidos. 

## Geografía
Las coordenadas de Madrid son las siguientes: 41°52′32″N, 93°49′12″W 
Según la Oficina del Censo de EE. UU., el área total del municipio es de 3 km².

## Historia

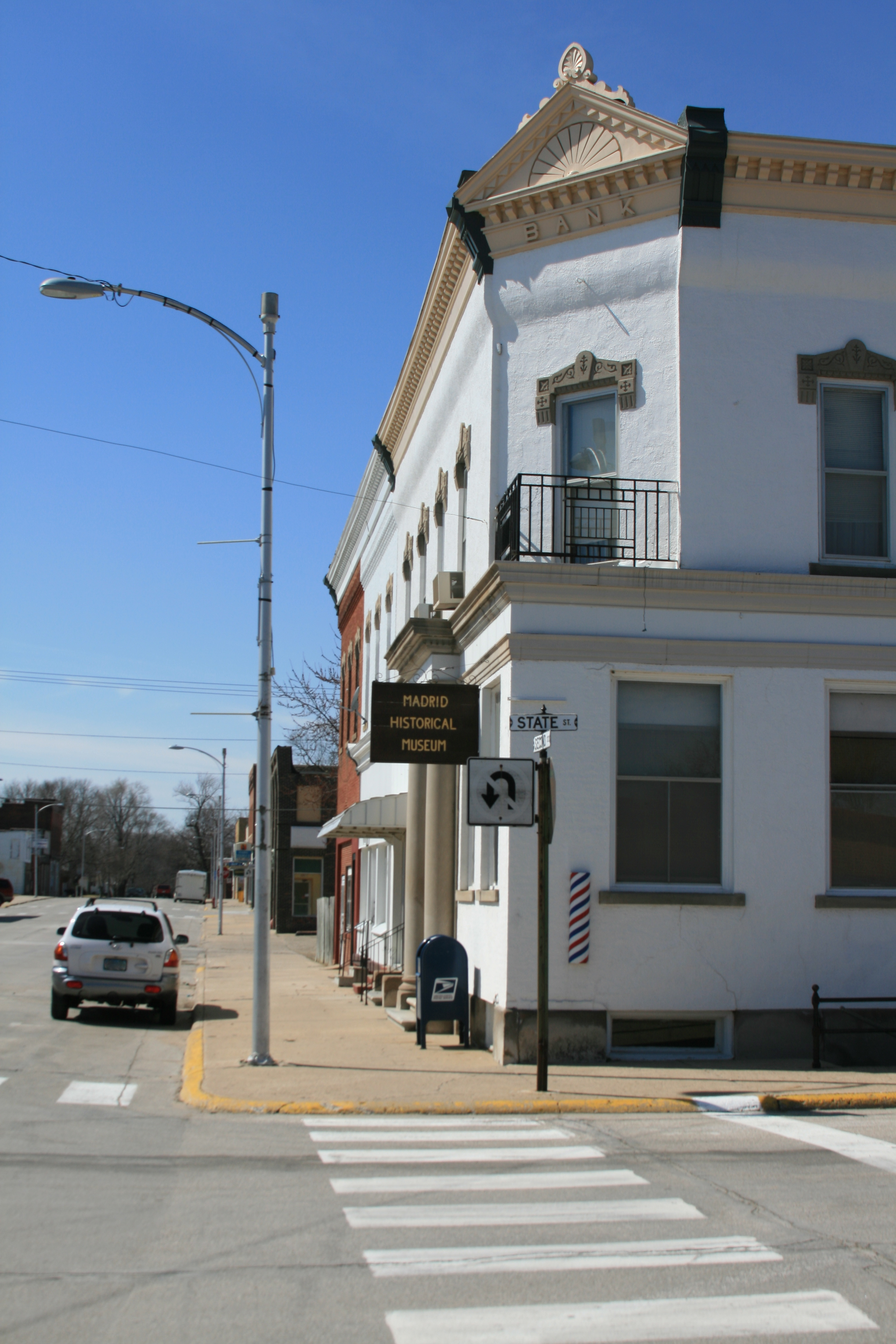
Museo Histórico de Madrid

Madrid se llamó originariamente Swede Point, por sus fundadores suecos. En un principio, era una pequeña explotación de hulla en invierno, y una comunidad ganadera durante el verano. La minería se convirtió, con el paso del tiempo, en una parte cada vez más grande de su economía. La hulla quedó como solución para la calefacción invernal, y era considerada como un trabajo a tiempo parcial por la mayor parte de los residentes. En los años 1920 y 30, la población de Madrid se nutrió de inmigrantes italianos que trabajaban en las minas de hulla. 
En 1966 se creó el Iowa Arboretum, gracias a la iniciativa de la Iowa State Horticultural Society.

## Demografía
Según el censo del año 2000, en Madrid residen 2.264 personas, de las que un 26,2% tienen menos de 18 años, un 9,2% entre 18 y 24 años, un 28,6% entre 24 y 44 años, un 20,5% entre 44 y 64 años, y un 15,4% tiene más de 65 años. La media de edad del municipio es de 36 años. 
La densidad de población es de 760,1 hab/km².